# Portugiesisch-vietnamesische Beziehungen
Die portugiesisch-vietnamesischen Beziehungen beschreiben das zwischenstaatliche Verhältnis zwischen Portugal und Vietnam. Die Länder unterhalten seit 1975 direkte diplomatische Beziehungen. Europa erlangte über die ersten portugiesischen Reisenden im frühen 16. Jahrhundert erstmals genauere Kenntnisse über Vietnam. Zudem schufen Portugiesen im 16. und 17. Jahrhundert die bis heute übliche Quốc Ngữ-Schrift als lateinische Schriftform der Vietnamesischen Sprache.
Die bilateralen Beziehungen gelten heute als problemlos, werden jedoch nur langsam intensiver, da es vergleichsweise wenig aktuelle Berührungspunkte zwischen den beiden Ländern gibt. Das Interesse von Historikern an der gemeinsamen Geschichte nahm seit dem 500-jährigen Jubiläum der ersten portugiesisch-vietnamesischen Kontakte zu. Dazu fanden 2014 bis 2016 eine Reihe Veranstaltungen statt, u. a. wissenschaftliche Kolloquien und Vortragsreihen.
Die portugiesische Post CTT Correios de Portugal gab 2016 eine Briefmarke zur Erinnerung an 500 Jahre portugiesisch-vietnamesische Beziehungen heraus.

## Geschichte

### 16. und 17. Jahrhundert

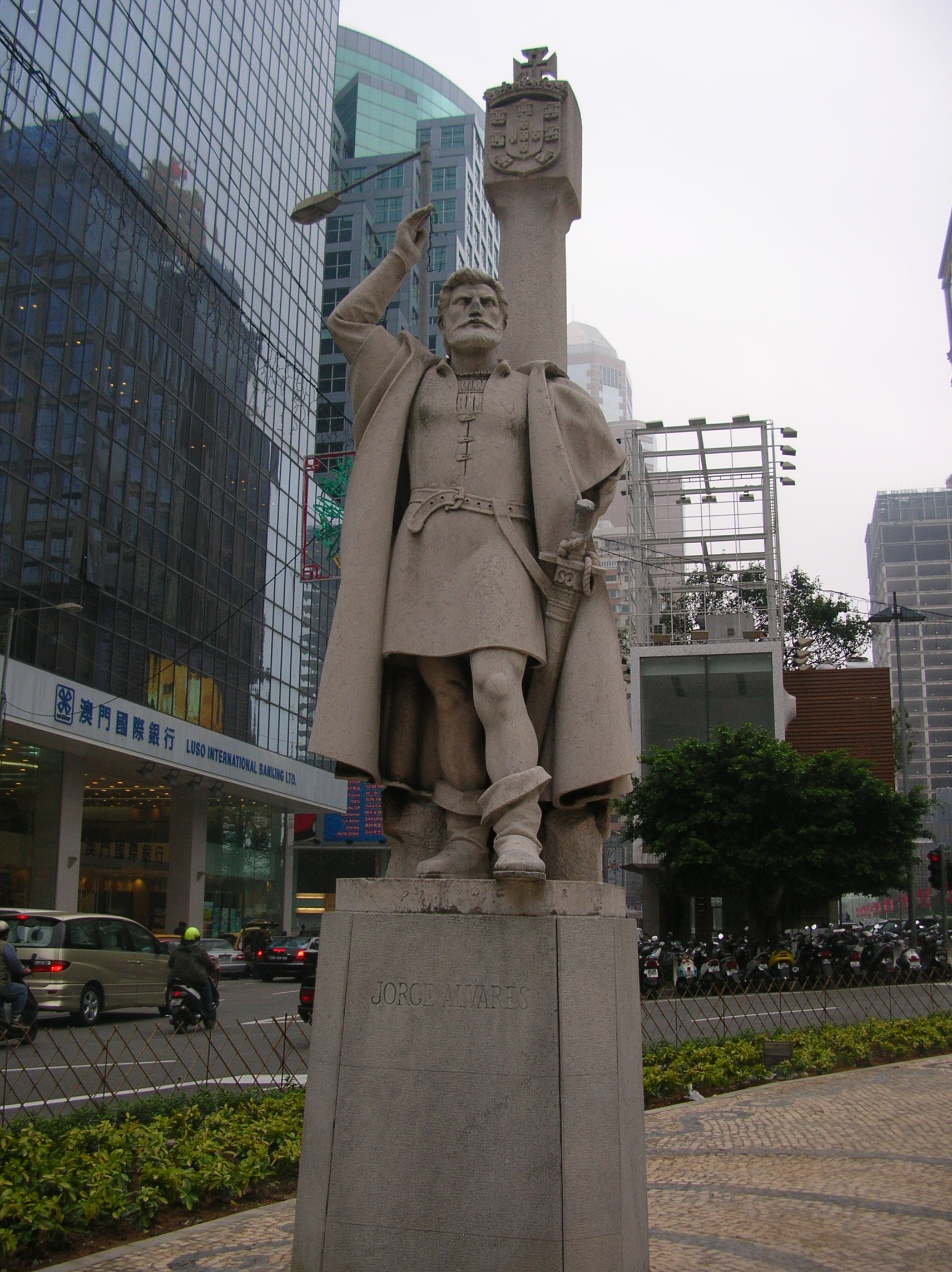
Statue des Jorge Álvares in Macau

Vermutlich erfolgte der erste portugiesisch-vietnamesische Kontakt auf der ersten portugiesischen China-Reise 1513, als Jorge Álvares bis zum Perlfluss segelte. Die Portugiesen waren bereits in den Indienhandel involviert und versuchten nun Zugang zum chinesischen Markt zu erhalten. Die übliche Route von Malakka zur chinesischen Küste, die bereits auf einer Karte des portugiesischen Kartografen Francisco Rodrigues aus dem Jahr 1512 verzeichnet war, sah Zwischenstopps an der Küste des heutigen Vietnams vor, damals als Champa und Cochinchina bezeichnet. Das Gebiet selbst weckte kein Interesse bei Portugal, das nach bedeutenden regionalen Handelsstädten an der Küste suchte. Es gibt jedoch in den Aufzeichnungen Hinweise, dass danach portugiesische Händler regelmäßig das heutige Vietnam bereisten, um Elfenbein und andere Waren einzuhandeln.
Auf dem Weg nach Malakka, zurück von einer erfolglosen Chinareise, machte Duarte Coelho Pereira, später erster Gouverneur des brasilianischen Kapitanats von Pernambuco, 1522 einen Zwischenstopp im Porto da Varela genannten Hafen in Pulo Champello auf der Insel Hòn Lao (heute Teil des Cu-Lao-Cham-Naturschutzgebiets). Hier soll er in einem Felsen eine Markierung in Form eines Kreuzes mit Datum und einigen Worten zur portugiesischen Anwesenheit hinterlassen haben, was bezeugt wird von den Aufzeichnungen des Fernão Mendes Pinto, der später selbst dort vorbei kam.
Nach der Gründung des portugiesischen Handelsstützpunktes von Macau im Jahr 1557 intensivierten sich die Kontakte von Portugiesen mit Vietnam. Hội An, von den Portugiesen Faifo genannt, war ein häufig angefahrener Hafen von Händlern aus Macau. Zudem weitete die Nguyễn-Dynastie gerade ihre Herrschaft über immer weitere Teile Vietnams aus und war zur Sicherung ihrer Herrschaft interessiert an technologisch fortgeschrittenen Waffen, die sie über Macau erhalten konnten. So wurden Kanonen aus der portugiesischen Besitzung Macau danach regelmäßig nach Vietnam geliefert. Eine Suche nach Resten dieser Kanonen und eine Untersuchung möglicher Einflüsse der portugiesischen Schifffahrt etwa auf den vietnamesischen Schiffsbau steht noch aus. Portugiesische Einflüsse scheinen jedoch wahrscheinlich, ausgehend von den regelmäßigen Handelskontakten zwischen Macau und der vietnamesischen Küste, die bis Ende des 18. Jahrhunderts anhielten.

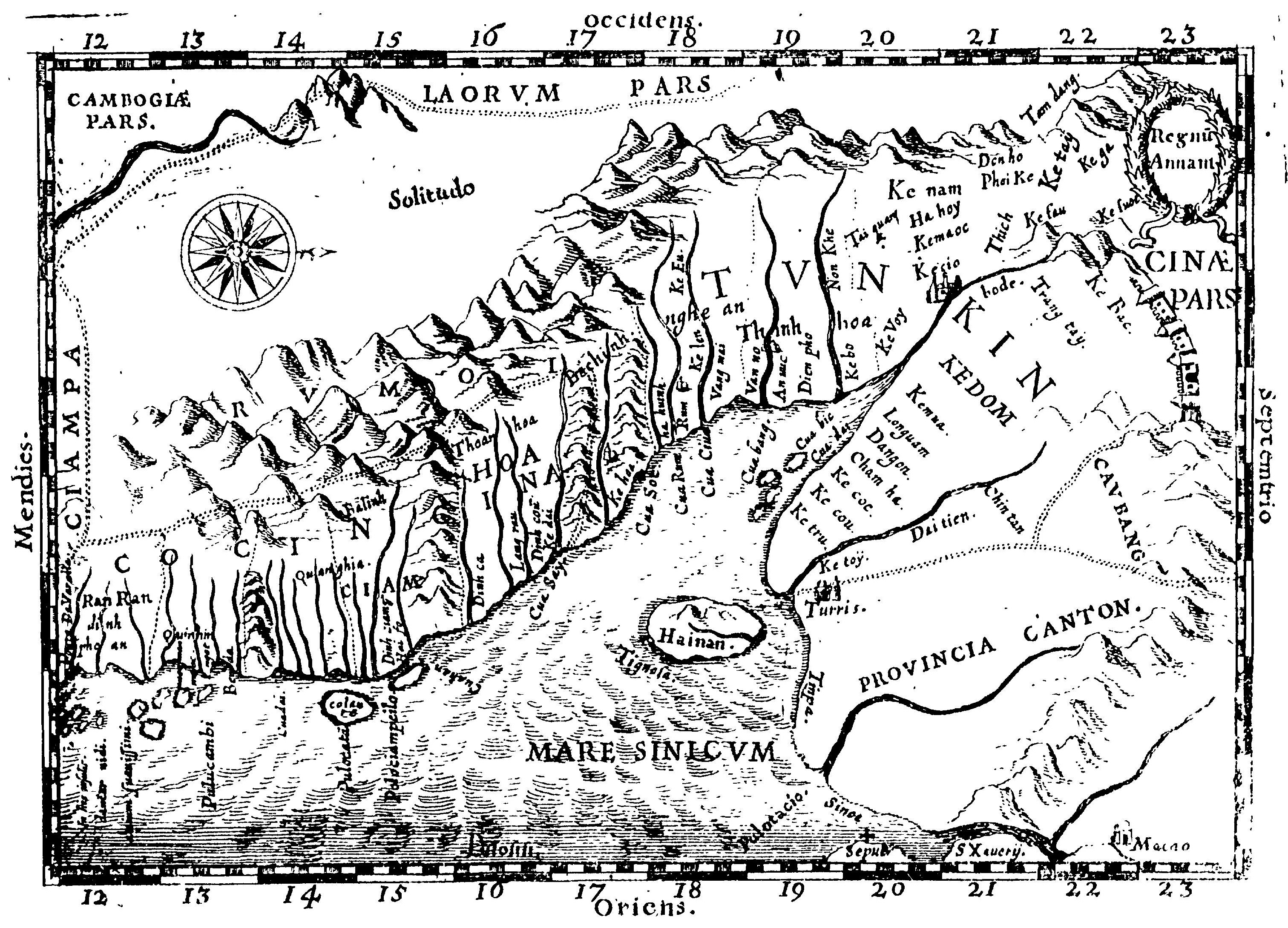
Die Karte des Golfs von Tonkin aus dem Buch Alexandre de Rhodes (1651) gilt als älteste westliche Karte Vietnams

Eindeutigere portugiesische Spuren in Vietnam dürften dagegen die jesuitischen Missionare hinterlassen haben. Sie gründeten eine Reihe katholischer Gemeinden und bauten einige Dutzend Kirchen, die meisten aus lokalen Baumaterialien, andere aber auch nach eindeutig europäischer Bauart. Der heutige christliche Bevölkerungsanteil Vietnams von drei bis sechs Millionen Menschen (siehe Vietnam#Religion) geht wesentlich auf diese jesuitische Missionarstätigkeit zurück.
Von Bedeutung war dabei aber besonders die Erweiterung und Verbreitung der Kenntnis über Vietnam in Europa durch die Jesuiten. Zu nennen sind insbesondere die Briefe des Portugiesen António Francisco Cardim, die Vietnam in Europa bekannt machten. Von Bedeutung sind auch die Studien zur Annamitischen Sprache des portugiesischen Geistlichen Francisco de Pina in den ersten Jahrzehnten des 17. Jahrhunderts. Auf ihn geht das System der Schriftübertragung in die Lateinische Schrift zurück, das bis heute verwendete Quốc Ngữ.
Im Verlauf des 17. Jahrhunderts verfassten portugiesische Missionare eine Vielzahl religiöser und technischer Texte auf Annamitisch. Auf diese und Francisco de Pinas Texte baute Pater Alexandre de Rhodes auf, als er sein Dictionarium Annamiticum Lusitanum et Latinum erstellte, das 1651 in Rom erschien. Dies war das erste in Europa gedruckte Wörterbuch mit vietnamesischer Sprache.
In portugiesischen Archiven, insbesondere in der Lissabonner Biblioteca do Palácio da Ajuda, befinden sich eine Vielzahl unveröffentlicht gebliebener linguistischer und anderer Aufzeichnungen zu Vietnam.

### Seit dem 18. Jahrhundert
Besondere Erwähnung verdient der Geistliche João de Loureiro, der nach jahrzehntelangem Aufenthalt in Vietnam, zurück im 18. Jahrhundert in Europa, seine bekannte Flora cochinchinensis schrieb. 1790 in Lissabon veröffentlicht, beschreibt das Buch die Natur des Landes und die Nutzung seiner Pflanzen. Der Botaniker war vermutlich auch der Autor einer Reihe Manuskripte, teils portugiesisch und teils vietnamesisch verfasst, über die Sprache, Natur und Geschichte des heutigen Vietnams. Diese Schriften, unter denen ein wertvolles Herbarium ist, wurden bisher erst in Ansätzen ausgewertet.
Nach der Inbesitznahme durch die Kolonialmacht Frankreich im 19. Jahrhundert, vor allem aber nach den Zerstörungen durch den Indochinakrieg (1946–1954) und den anschließenden Vietnamkrieg (1955–1975) dürften kaum noch Spuren des portugiesischen Einflusses in Vietnam auffindbar sein. Dagegen existiert ein reiches Erbe an Dokumenten, die von der Forschung überwiegend noch auszuwerten sind. Sie geben vielseitige Auskünfte zur Geschichte Vietnams und damit auch den historischen portugiesisch-vietnamesischen Beziehungen, die in engem Zusammenhang mit der portugiesischen Besitzung Macau standen.
Die bilateralen Beziehungen beider Länder sind jedoch noch kaum intensiviert, daher ist das Interesse der Historiker in diesem Bereich erst in einem Anfangsstadium.
Portugal erkannte das unabhängige Südvietnam am 22. Mai 1956 an. Nach dem endgültigen Ende des Vietnamkriegs am 1. Mai 1975 nahm Portugal diplomatische Beziehungen zur Demokratische Republik Vietnam auf.

## Diplomatie
Am 23. Februar 1981 überbrachte der portugiesische Chefdiplomat in Bangkok, José Renato Pinto Soares, als erster Botschafter Portugals in Vietnam seine Akkreditierung der Regierung in der vietnamesischen Hauptstadt Hanoi. Portugal ist weiterhin mit keiner eigenen Botschaft in Vietnam präsent, sondern über seine Botschaft in Thailand dort doppelakkreditiert (Stand Januar 2017).
In der Hauptstadt Hanoi und in Ho-Chi-Minh-Stadt sind Honorarkonsulate Portugals eingerichtet.
Auch Vietnam unterhält keine eigene diplomatische Vertretung in Portugal, sondern ist dort über seine Botschaft in der spanischen Hauptstadt Madrid akkreditiert.

## Kultur
Das portugiesische Kulturinstitut Instituto Camões ist in Vietnam mit einem Sprachinstitut und einem Lektorat an der Universität Hanoi präsent.
Seit 2014 besteht in Lissabon die Freundschaftsgesellschaft NamPor - Associação de Amizade Luso-Vietnamita (dt.: Verein der luso-vietnamesischen Freundschaft). Präsidentin und Mitbegründerin der NamPor ist Thuy Tiên Nguyen de Oliveira, Gattin des portugiesischen Künstlers Manuel Casimiro de Oliveira, der Sohn des Regisseurs Manoel de Oliveira ist.
Die französisch-vietnamesische Schauspielerin Lang Khê Tran spielte in Miguel Gomes prämierten Spielfilm Grand Tour (2024).

## Wirtschaft
Im Jahr 2016 exportierte Portugal Waren und Dienstleistungen im Wert von 19,1 Mio. Euro nach Vietnam (2015: 17,5 Mio.; 2014: 7,9 Mio.; 2013: 9,3 Mio.; 2012: 9,5 Mio.; 2011: 12,0 Mio.), davon 25,3 % Maschinen und Geräte, 18,3 % chemisch-pharmazeutische Produkte, 10,2 % Landwirtschaftliche Erzeugnisse und 7,6 % Textilien.
Im gleichen Zeitraum lieferte Vietnam Waren und Dienstleistungen im Wert von 232,2 Mio. Euro an Portugal (2015: 232,1 Mio.; 2014: 186,1 Mio.; 2013: 196,3 Mio.; 2012: 139,6 Mio.; 2011: 97,0 Mio.), davon 60,5 % Maschinen und Geräte, 20,3 % Landwirtschaftliche Erzeugnisse, 7,1 % Lebensmittel und 3,0 % Textilien.
Damit steht Vietnam für den portugiesischen Außenhandel an 81. Stelle als Abnehmer und an 30. Stelle als Lieferant.

## Sport
Der portugiesische Skiläufer und Snowboardfahrer Kequyen Lam (* 3. Oktober 1979 in Macau) war der Fahnenträger der Portugiesischen Mannschaft bei den Olympischen Winterspielen 2018. Seine chinesischstämmigen vietnamesischen Eltern waren vor dem Chinesisch-Vietnamesischen Krieg im Frühjahr 1979 aus Vietnam als Boatpeople über das offene Meer in die damalige portugiesische Überseebesitzung Macau geflohen, wo Kequyen Lam in einem Flüchtlingslager zur Welt kam. Noch als Säugling kam er mit seinen Eltern Anfang 1980 nach Kanada, behielt aber durch seinen Geburtsort weiterhin die portugiesische Staatsbürgerschaft.
Die vietnamesische Fußballnationalspielerin Huỳnh Như spielt seit 2022 für den portugiesischen Klub Länk FC Vilaverdense.